# Parmenomorpha medioplagiata
Parmenomorpha medioplagiata är en skalbaggsart som beskrevs av Stefan von Breuning 1950. Parmenomorpha medioplagiata ingår i släktet Parmenomorpha och familjen långhorningar. Inga underarter finns listade i Catalogue of Life.